# Momus

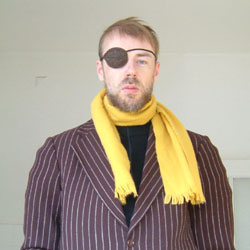
Momus

Nicholas Currie (* 11. Februar 1960 in Paisley, Schottland), besser bekannt unter dem Pseudonym Momus (nach dem griechischen Gott des Spotts Momos), ist ein Musiker, Blogger und Journalist (u. a. zweiwöchentliche Kolumne bei wired.com). Die meisten seiner Songs sind selbstreferenziell und/oder postmodern.
Seit der Mitte der 1980er Jahre veröffentlicht er auf verschiedenen Labels in Großbritannien, den USA und Japan verspielte und progressive/genreüberschreitende Alben, in denen er eine Welt erschafft, die auf den Maximen Vielfalt und Respekt gegenüber dem Fremden und Anderen basiert. Er ist von den Themen Identität, Japan, Avant-Garde, Zeitreisen und Sex fasziniert. Aufgrund einer Infektion der Hornhaut verlor sein rechtes Auge 1997 seine Funktion, weswegen er eine Augenklappe trägt, die sich mittlerweile zu seinem Markenzeichen entwickelt hat. Ende der 1980er Jahre gelang ihm mit dem Song Hairstyle Of The Devil ein Single-Hit.
In den frühen 1980er Jahren begann er in Schottland mit einigen ehemaligen Mitgliedern der Band Josef K, vom Post-Punk beeinflusste Musik zu produzieren und war im Umfeld des Labels Postcard Records tätig, obwohl er nie Musik für dieses Label aufnahm. Im Jahr 1987 zog er nach London und kam dort bei Creation Records unter Vertrag, wo er anfing, jene hypergebildeten und assoziativen Songs aufzunehmen, für die er heutzutage bekannt ist. Als Creation Records 1992 Oasis unter Vertrag nahm und dadurch ein verändertes Profil annahm, zog er nach Paris, wo er einen Vertrag bei Cherry Red Records bekam. Seit dieser Zeit lebte er in verschiedenen Ländern, wobei er in Japan am erfolgreichsten ist (unter anderem als Produzent der Popsängerin Kahimi Karie).

## Alben
- Circus Maximus (1986)
- The Poison Boyfriend (1987)
- Tender Pervert (1988)
- Don’t Stop The Night (1989)
- Monsters Of Love (1990)
- Hippopotamomus (1991)
- The Ultraconformist (Live Whilst Out Of Fashion) (1992)
- Voyager (1992)
- Timelord (1993)
- Slender Sherbert (1995)
- The Philosophy of Momus (1995)
- Twenty Vodka Jellies (1996)
- Ping Pong (1997)
- The Little Red Songbook (1998)
- Stars Forever (1999)
- Folktronic (2001)
- Oskar Tennis Champion (2003)
- Summerisle, eine Zusammenarbeit mit Anne Laplantine (2004)
- Otto Spooky (2005)
- Ocky Milk (2006)
- Joemus (2008)
- Hypnoprism (2010)
- Thunderclown (2011)
- Momus In Samoa (2012)
- Bibliotek (2012)
- Sunbutler (2012)
- MOMUSMCCLYMONT (2013)
- Bambi (2013)
- Turpsycore (2015)
- Glyptothek (2015)
- Scobberlotchers (2016)
- Pillycock (2017)
- Pantaloon (2018)
- Akkordion (2019)
- Vivid (2020)